# Origines du blues
 (septembre 2023).
Les origines du blues sont floues. Il n’existe pas de date précise pour la musique que l'on désigne aujourd'hui comme le blues. Ce style de musique a évolué sur une longue période et existait avant que l'on utilise le terme « blues ». 
La référence la plus proche date de 1901 : un archéologue du Mississippi décrit les chansons des ouvriers et esclaves noirs, dont les chants reposaient sur des thèmes et des éléments techniques caractéristiques du blues.

## Blues et Negro Spiritual

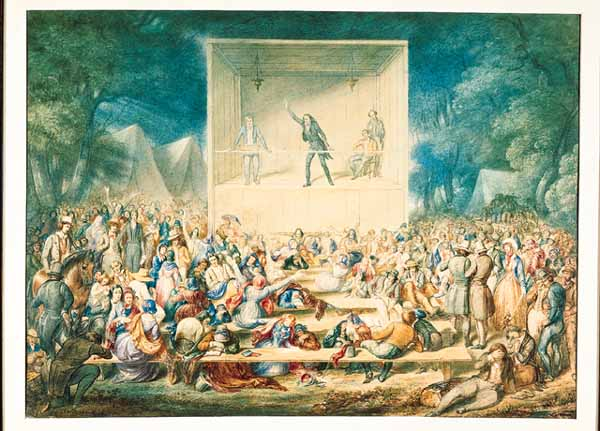
Peinture à l'aquarelle représentant un camp meeting (réunion en plein air à vocation religieuse), 1839, New Bedford Whaling Museum.

Il y a de nombreuses origines probables. Les racines sont multiples, issues du peuplement de l'Amérique du Nord (Americana, Fayard). 
L'influence amérindienne a été longtemps occultée ; elle est aujourd'hui mise en avant par de nombreux auteurs et chercheurs. Elle serait sensible dans l'utilisation de gammes pentatoniques (venues d'Asie) et dans certains types de blues comme celui du Delta, hypnotique, lancinant, rythmique et souvent modal. 
Il faut tenir compte des influences celtiques (venant du peuplement irlandais et écossais des États du Sud, avant la création des États-Unis). 
Une des origines importantes du blues est le negro spiritual. 
Cette forme de chants religieux prend ses racines dans les camp meetings, réunions religieuses en plein air développées avec les mouvements de réveil religieux au début du XIXe siècle. Les negro spirituals donnent aux auditeurs les mêmes possibilités d'exprimer leurs sentiments de misère et d'absence de racines que le blues. Le negro spiritual était moins axé sur l'interprétation individuelle, et plus centré sur la misère collective de l'humanité, avec des paroles plus figuratives que directes. 
Ces deux formes de musiques ne peuvent pas être facilement distinguées : beaucoup de negro-spirituals auraient probablement été classés comme du blues si ce mot avait eu alors, une signification plus large. 
Quasiment tous les artistes, musiciens, chanteurs du Sud, Blancs et Noirs, dans la Country Music comme dans le Blues, ont été éduqués à l'audition presque unique des Negro Spirituals. Nombre d'entre eux ont fait leur apprentissage dans les écoles itinérantes de gospel. Elles étaient tenues par des méthodistes, avaient pour but d'évangéliser les « âmes simples » en utilisant les chansons populaires ; elles en détournaient le sens pour conclure sur une morale religieuse.

## Chants de travail
Hormis les chants religieux, les chansons de travail afro-américaines ont été sans doute des précurseurs importants du blues moderne. Elles comprenaient les chansons propres à tous les travailleurs : les stevedores (dockers), les « hommes à tout faire » et les esclaves.
Les différents styles de blues ont peu de caractéristiques communes : ce genre de musique repose essentiellement sur des performances individuelles. 
Certains traits spécifiques ont marqué la période précédant la création du blues moderne, et se retrouvent dans la plupart des musiques afro-américaines. 
Dans sa forme embryonnaire, le blues était « une expression fonctionnelle, se traduisant par des dialogues musicaux (call and response) sans accompagnement ou harmonie et qui n'était pas limitée par une structure musicale particulière ». Cette musique, que l'on peut qualifier de pré-blues, est née des chants des travailleurs, notamment des esclaves, qui chantaient « des chansons simples chargées de contenu émotif ».

## Racines africaines

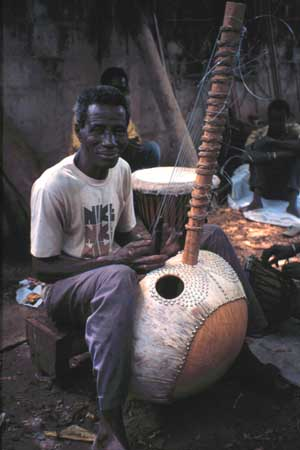
Fabricant de Kora en Gambie

La kora (ou Cora) est un instrument à cordes (21 cordes) mélange de harpe et de luth utilisé par le peuple mandingue en Afrique de l'Ouest.
Beaucoup d'instruments et d'éléments du blues trouvent leur origine dans la musique africaine. L'écrivaine et historienne sénégalaise Sylviane Diouf a mis en évidence plusieurs traits spécifiques : la pratique du mélisme, ou bien d'intonations onduleuses et nasales, qui font le lien entre les musiques d'Afrique centrale et occidentale et le blues.
Le compositeur afro-américain William Christopher Handy a écrit dans son autobiographie que, dormant dans un train, il avait été réveillé par :

« …un homme noir tout maigre, [qui] avait commencé à jouer de la guitare près de moi alors que je dormais. Ses vêtements étaient des chiffons. Son visage portait la tristesse des âges. Pendant qu'il jouait, il a appuyé un couteau sur les cordes de la guitare. … L'effet était inoubliable. [C'était] la musique la plus étrange que j'avais jamais entendue. »

— William Christopher Handy

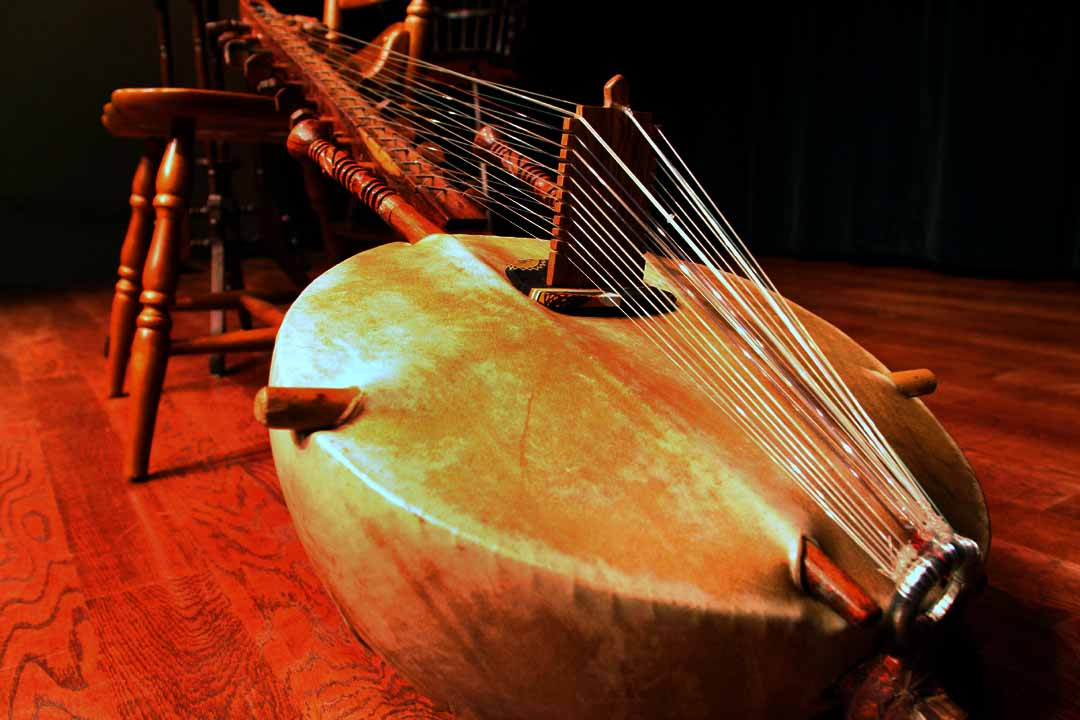
Kora gambienne

Les racines africaines de certains éléments du blues sont décrites par des auteurs comme le chercheur Paul Oliver et l'ethnomusicologue Gerhard Kubik. Ils expliquent que l'utilisation de la technique du couteau (ancêtre du bottleneck) dont avait été témoin William Christopher Handy, se retrouve dans les cultures d'Afrique centrale et occidentale, dans des régions où l'Islam est puissant et où la kora est souvent l'instrument à cordes privilégié. 
Il faut aussi noter l'importance du théâtre populaire et du music hall du Sud des États-Unis et de ses « vaudevilles ». Le terme a en américain un sens différent du sens en français ; il désigne un style de spectacle très proche du music-hall. 
Sans oublier les medicine shows (spectacles commerciaux destinés à vendre remèdes et potions divers, toujours accompagnés d'intermedes musicaux ou théâtraux). Ces spectacles itinérants ont eu un grand succès populaire et un impact énorme dans la deuxième partie du XIXe siècle. La plupart des bluesmen célèbres ont appartenu à ces troupes qui sillonnaient le Sud : Ma Rainey, Bessie Smith, Charley Patton, Big Joe Williams, T-Bone Walker et des centaines d'autres.

## Autres
Des éléments de musique afro-américaine antérieurs au blues sont encore présents dans certaines régions isolées des États-Unis, notamment dans le style Fife and drums des montagnes au nord du Mississippi ou dans les chansons des Sea Islands, les îles situées à l'ouest de la Géorgie.
Il y a eu des rapprochements entre les populations d'esclaves en fuite et certaines tribus amérindiennes ayant survécu à l'invasion de leurs terres par les colons européens. Un mélange de ces deux cultures se retrouve dans le blues. Ainsi, les chants rituels amérindiens, en particulier séminoles, se sont joints aux chants des esclaves et ont posé les bases de ce qui deviendra le blues.